# Флаг Шлезвиг-Гольштейна
Флаг германской земли Шлезвиг-Гольштейн (нем. Flagge Schleswig-Holsteins) представляет собой прямоугольное полотнище, состоящее из трёх горизонтальных равновеликих полос: синей, белой и красной. Пропорции флага могут быть как 1:2, так и 3:5.

## Варианты флага
Флаг существует в двух вариантах: гражданском и государственном. Гражданский представляет собой стандартное сине-бело-красное полотнище, внешне он неотличим от панславянского флага. На государственном флаге изображается герб Шлезвиг-Гольштейна, и такой флаг вывешивается на всех государственных учреждениях.

## История флага
Первый похожий флаг появился ещё в 1820-х годах в Кильском университете, в корпусе Шлезвиг-Гольштейна (лат. Slesvico-Holsatia). В 1830-х годах под подобными флагами началось движение за выход герцогства Шлезвиг-Гольштейн из состава Дании. Официально флаг отсчитывает свою историю от 24 июля 1844 года, когда впервые он был поднят под гимн провинции. В 1845 году после разразившейся датско-прусской войны флаг был запрещён как символ сепаратизма, хотя на волне революций 1848 года снова обрёл популярность.
Во время датско-прусских конфликтов флаг Шлезвиг-Гольштейна использовался прогерманскими силами наряду с чёрно-красно-жёлтым немецким флагом. Он также иногда вывешивался на торговых судах; в те же годы впервые на кораблях появился и флаг с гербом Шлезвиг-Гольштейна. В 1864 году после очередной войны Шлезвиг-Гольштейн вошёл в состав Германии, и в 1867 году флаг был восстановлен.
Флаг использовался в провинции во время существования Германской империи, в 1935 году во время становления власти НСДАП сине-бело-красный флаг был запрещён, поскольку Гитлер расценил его использование как попытку разжечь сепаратизм в стране. В 1946 году Контрольная комиссия по Германии в лице Британского военного управления восстановила во второй раз флаг Шлезвиг-Гольштейна: 29 августа 1946 флаг впервые после войны был поднят. 18 января 1957 года флаг Шлезвиг-Гольштейна в третий раз был принят в качестве официального.

## Похожие флаги
Помимо панславянского флага и флага Югославии, на флаг Шлезвиг-Гольштейна очень похож Флаг Мекленбурга-Передней Померании: отличием является присутствие золотой горизонтальной полосы посередине. Также похожими являются флаги Люксембурга и Нидерландов, если их отразить сверху вниз (отличие, однако, состоит в яркости полос). Также прослеживается связь с флагом России, правящей династией в которой до 1917 года были Романовы-Гольштейн-Готторп, по мужской линии происходившие от Ольденбургской династии.